# Kokszongi sirató
A Kokszongi sirató (eredeti cím: Gok-seong) 2016-ban bemutatott film. Hong-jin Na írta és rendezte. Hossza 156 perc.
Dél-Koreában 2016. május 12-én mutatták be, Magyarországon 2017. április 8-án. 

## Szereplők
- Do-won Kwak – Jong-goo
- Woo-hee Chun – Titokzatos nő
- Jun Kunimura – Japán férfi
- Hwan-hee Kim – Hyo-jin
- Jung-min Hwang – Il-gwang
- Seong-yeon Park – Kwon Myung-joo
- Chang-gyu Kil – Park Choon-bae
- So-yeon Jang – Feleség
- Kang-gook Son – Oh Sung-bok
- Bae-soo Jeon – Deok-gi